# 加藤ジェームズ
加藤 ジェームズ（かとう　ジェームズ、1978年6月3日 - ）は、日本の安全保障・プロパガンダ研究者。東京都生まれ、ロサンゼルス育ち。

## 経歴
- ロサンゼルス・トーランス高校卒業
- 横浜国立大学経営学部卒業
- 東洋英和女学院大学大学院社会科学研究科修士課程修了
- 東京大学大学院学際情報学府修士課程修了
- 東京大学大学院学際情報学府博士課程単位取得退学

小学生の時にカリフォルニア州ロサンゼルスに移住。高校時代は地元のギャングらと交流、毎晩遊び歩く生活から、偏差値は30しかなく、大学進学は諦めていた。出身高校はトーランス高校。横浜国立大学経営学部時代に学んだ国際経営、広告論などをベースに、国際安全保障をメディアの観点から研究している。2003年には修士論文『米国の満州観』で東洋英和女学院大学長野賞を受賞。2006年には産経新聞社『わたしの正論』で第二回年間賞を受賞する。

## 著書
- 『いつのまにか変わってる地理・歴史の教科書』（毎日コミュニケーションズ、2008年）
- 『日本人が知らない日本の安全保障』（マイコミ新書、2011年）
- 『教科書から読み解く日本の未来』（マイナビ新書、2012年）